# نظام البنوك المركزية الأوروبي
يتكون نظام البنوك المركزية الأوروبي من البنك المركزي الأوروبي والبنوك المركزية الوطنية لجميع الدول الأعضاء في الاتحاد الأوروبي البالغ عددها 28 دولة.
نظام البنوك المركزية الأوربي ليست هي السلطة النقدية لمنطقة اليورو، لأنه لم تنضم جميع الدول الأعضاء في الاتحاد الأوروبي إلى اليورو. تُنفذ هذا الدور من قبل نظام اليورو، والذي يشمل البنوك المركزية الوطنية في الدول الأعضاء الـ 19 التي تبنت اليورو. هدف هو استقرار الأسعار في جميع أنحاء الاتحاد الأوروبي. ثانياً، يتمثل هدف في تحسين التعاون النقدي والمالي بين النظام الأوروبي والدول الأعضاء خارج منطقة اليورو.

## التنظيم
تتمركز عملية صنع القرار في نظام اليورو من خلال هيئات صنع القرار في البنك المركزي الأوروبي، أي مجلس الإدارة والمجلس التنفيذي. وباعتبار أن هناك دولًا أعضاء في الاتحاد الأوروبي لم تعتمد اليورو، فإن هيئة ثالثة لصنع القرار يجب أن يكون لها دور أيضاً وهي المجلس العام. البنوك المركزية الوطنية للدول الأعضاء التي لا تشارك في منطقة اليورو هي أعضاء في نظام البنوك المركزية الأوروبي مع وضع خاص، بينما يُسمح لهم بتنفيذ السياسات النقدية الوطنية الخاصة بهم، إلا أنهم لا يشاركون في صنع القرار فيما يتعلق بالسياسة النقدية الموحدة لمنطقة اليورو وتنفيذها.
يتألف مجلس الإدارة من جميع أعضاء المجلس التنفيذي ومحافظي البنوك المركزية الوطنية للدول الأعضاء التي اعتمدت اليورو. المسؤوليات الرئيسية لمجلس الإدارة هي:
- اعتماد المبادئ التوجيهية واتخاذ القرارات اللازمة لضمان أداء المهام الموكلة إلى نظام اليورو.
- صياغة السياسة النقدية لمنطقة اليورو، بما في ذلك القرارات المتعلقة بالأهداف النقدية الوسيطة وأسعار الفائدة الرئيسية والعرض من الاحتياطيات في نظام اليورو.
- وضع المبادئ التوجيهية اللازمة للتنفيذ

يتألف المجلس التنفيذي من الرئيس ونائب الرئيس وأربعة أعضاء آخرين يتم اختيارهم من بين الأشخاص ذوي المكانة والخبرة المهنية المعترف بها في الشؤون النقدية أو المصرفية. يتم المجلس باتفاق مشترك بين حكومات الدول الأعضاء على مستوى رؤساء الدول أو الحكومات، بناءً على توصية من مجلس الوزراء بعد استشارة البرلمان الأوروبي ومجلس إدارة البنك المركزي الأوروبي. المسؤوليات الرئيسية للمجلس التنفيذي هي:
- تنفيذ السياسة النقدية وفقًا للمبادئ التوجيهية والقرارات التي وضعها مجلس إدارة البنك المركزي الأوروبي، وللقيام بذلك يقوم بإعطاء التعليمات اللازمة للبنوك المركزية الوطنية.
- تنفيذ الصلاحيات التي فوضها لها مجلس إدارة البنك المركزي الأوروبي.

يتألف المجلس العام من الرئيس ونائب الرئيس وحكام الهيئات المركزية الوطنية لجميع الدول الأعضاء البالغ عددها 27 دولة. يقوم المجلس العام بأداء المهام التي تولى البنك المركزي الأوروبي مسؤوليتها من معهد النقد الأوروبي ‏ والتي لا يزال يتوجب القيام بها ضمن المرحلة الثالثة من الوحدة الاقتصادية والنقدية بسبب استثناء دولة عضو واحدة أو أكثر. كما يساهم المجلس العام في:
- الوظائف الاستشارية للبنك المركزي الأوروبي
- جمع المعلومات الإحصائية
- إعداد التقارير السنوية للبنك المركزي الأوروبي
- وضع القواعد اللازمة لتوحيد المحاسبة والإبلاغ عن العمليات التي تقوم بها البنوك المركزية الوطنية
- اتخاذ الإجراءات المتعلقة بإنشاء مفتاح للاكتتاب في رأس مال البنك المركزي الأوروبي بخلاف تلك المنصوص عليها بالفعل في المعاهدة
- وضع شروط التوظيف لموظفي البنك المركزي الأوروبي
- الاستعدادات اللازمة للتثبيت النهائي لأسعار صرف عملات الدول الأعضاء المستثناة من التقيد باليورو

ينص النظام الأساسي لمجلس إدارة البنك المركزي الأوروبي على مجموعة من التدابير الخاصة بمناصب محافظي البنوك المركزية الوطنية وأعضاء المجلس التنفيذي:
- الحد الأدنى لمدة ولاية قابلة للتجديد لمحافظي البنوك المركزية الوطنية هي خمس سنوات
- الحد الأدنى لمدة العضوية غير القابلة للتجديد لأعضاء المجلس التنفيذي هو ثماني سنوات (تم استخدام نظام التعيينات المتدرجة لأول مجلس تنفيذي لأعضاء بخلاف الرئيس لضمان الاستمرارية)
- لا يمكن العزل من المنصب إلا في حالة العجز أو سوء السلوك الجسيم، وتختص محكمة العدل للاتحاد الأوروبي بتسوية أي نزاعات بهذا الخصوص

## البنوك الأعضاء
يتكون النظام من البنك المركزي الأوروبي والبنوك المركزية للدول الأعضاء في الاتحاد الأوروبي. القسم الأول من الجدول التالي يضم البنوك المكزية التي تشكل نظام اليورو (بالإضافة إلى البنك المركزي الأوروبي) التي تحدد السياسة النقدية لمنطقة اليورو. القسم الثاني يتضمن الدول الأعضاء وبنوكها المركزية التي لديها عملاتها المختلفة.
| الدولة                           | البنك المركزي           |
| -------------------------------- | ----------------------- |
| أعضاء منطقة اليورو (نظام اليورو) |                         |
| منطقة اليورو                     | البنك المركزي الأوروبي  |
| النمسا                           | البنك المركزي النمساوي  |
| بلجيكا                           | البنك الوطني البلجيكي   |
| كرواتيا                          | البنك الوطني الكرواتي   |
| قبرص                             | بنك قبرص المركزي        |
| إستونيا                          | بنك إستونيا             |
| فنلندا                           | بنك فنلندا              |
| فرنسا                            | بنك فرنسا               |
| ألمانيا                          | البنك الاتحادي الألماني |
| اليونان                          | بنك اليونان             |
| أيرلندا                          | البنك المركزي الأيرلندي |
| إيطاليا                          | بنك إيطاليا             |
| لاتفيا                           | بنك لاتفيا              |
| ليتوانيا                         | بنك ليتوانيا            |
| لوكسمبورغ                        | بنك لوكسمبورغ المركزي   |
| مالطا                            | بنك مالطا المركزي       |
| هولندا                           | البنك المركزي الهولندي  |
| البرتغال                         | بنك البرتغال            |
| سلوفاكيا                         | البنك الوطني السلوفاكي  |
| سلوفينيا                         | بنك سلوفينيا            |
| إسبانيا                          | بنك إسبانيا             |
| خارج منطقة اليورو                |                         |
| بلغاريا                          | البنك البلغاري الوطني   |
| جمهورية التشيك                   | البنك الوطني التشيكي    |
| الدنمارك                         | البنك الوطني الدنماركي  |
| المجر                            | البنك الوطني الهنغاري   |
| بولندا                           | البنك الوطني البولندي   |
| رومانيا                          | البنك الوطني الروماني   |
| السويد                           | بنك السويد المركزي      |